# Maria Buch-Feistritz
Maria Buch-Feistritz war eine Gemeinde mit 2241 Einwohnern (Stand: 31. Oktober 2013) im Bezirk Murtal in der Steiermark und im Gerichtsbezirk Judenburg. Seit 1. Jänner 2015 ist sie im Rahmen der steiermärkischen Gemeindestrukturreform mit den Gemeinden Eppenstein, Weißkirchen in Steiermark und Reisstraße unter dem Namen Weißkirchen in Steiermark zusammengeschlossen.

## Geografie

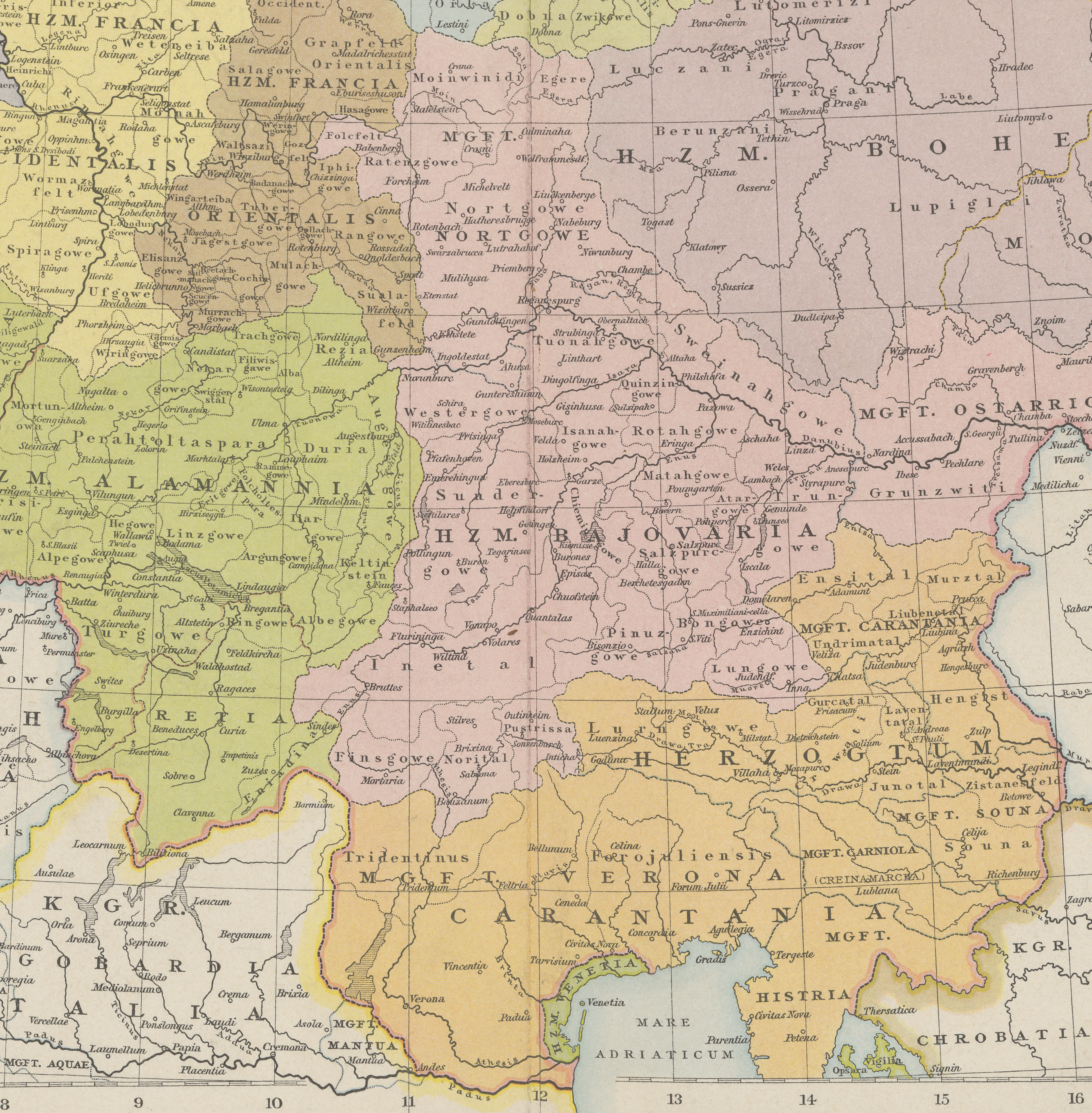
Das Gebiet von Maria Buch war um 1000 n. Chr. Teil von Kärnten (Herzogtum Kärnten)

Das Gebiet von Maria Buch-Feistritz liegt im Südosten des Aichfelds – im Osten des Bezirkes Judenburg. Erreichbar ist es über die Anschlussstellen Zeltweg West und Zeltweg Ost der Murtal Schnellstraße S 36, die derzeit bei Judenburg endet.

## Gemeindegliederung
Das Gebiet von Maria Buch-Feistritz umfasst folgende zwölf Ortschaften (in Klammern Einwohnerzahl Stand 31. Oktober 2011):
- Allersdorf (294)
- Baierdorf (323)
- Baumkirchen (15)
- Fisching (214)
- Großfeistritz (160)
- Maria Buch (273)
- Möbersdorf (390)
- Möbersdorfsiedlung (237)
- Murdorf (16)
- Pichling (230)
- Thann (58)
- Wöllmerdorf (78)

Das Gebiet besteht aus den Katastralgemeinden Allersdorf, Feistritz, Fisching und Maria Buch.

## Nachbarorte
Zeltweg, Spielberg, Großlobming, Reisstraße, Eppenstein, Weißkirchen in Steiermark, Kleinlobming, Oberweg, Judenburg und Fohnsdorf.

## Geschichte
Maria Buch wurde als Pouche im Jahr 924 erstmals erwähnt.
Das Gebiet von Maria Buch gehörte ursprünglich, wie auch die gesamte Südweststeiermark, zum Herzogtum Kärnten, es wurde im Jahre 930 dem Eppensteiner Markwart übertragen. Bald danach wurde es Teil von Salzburg – das Gebiet wurde von dem Edlen Hartwig an seinen verwandten Erzbischof Adalbert von Salzburg im Tauschweg übergeben. Quasi extraterritoriale Gebiete des damals sehr mächtigen Salzburg waren keine Seltenheit in der Steiermark – die staatsrechtliche Stellung der steirischen Gebiete Salzburgs wurde erst im Rezess von Wien 1535 geklärt. Auch die im Mittelalter mächtige Stadt Friesach gehörte bis ins 19. Jahrhundert zu Salzburg. Selbst heute ist die geschichtliche Verbundenheit von Maria Buch zu Salzburg im Ort noch zu sehen – so trägt die Fassade des nebst der Wallfahrtskirche errichteten Hauses des Metallbetriebes Röhrich zwei nach außen gedrehte, auf den Kopf gestellte Schlüssel – noch heute (allerdings nicht am Kopf stehend) das Zeichen des Stiftes St. Peter zu Salzburg, dessen Abt bis 987 gleichzeitig (Erz-)Bischof von Salzburg war.
Die Gemeinde Maria Buch-Feistritz bestand 50 Jahre. Sie wurde per 1. Jänner 1965 durch Zusammenlegung der damaligen Gemeinden Maria Buch (mit Wöllmerdorf), Feistritz bei Weißkirchen (mit Möbersdorf, Pichling, Thann, Großfeistritz, Hopfgarten) und Fisching (mit Baierdorf) sowie Teilen der damals aufgelösten Gemeinde Allersdorf (mit Baumkirchen, Unzdorf) gebildet.

## Wappen

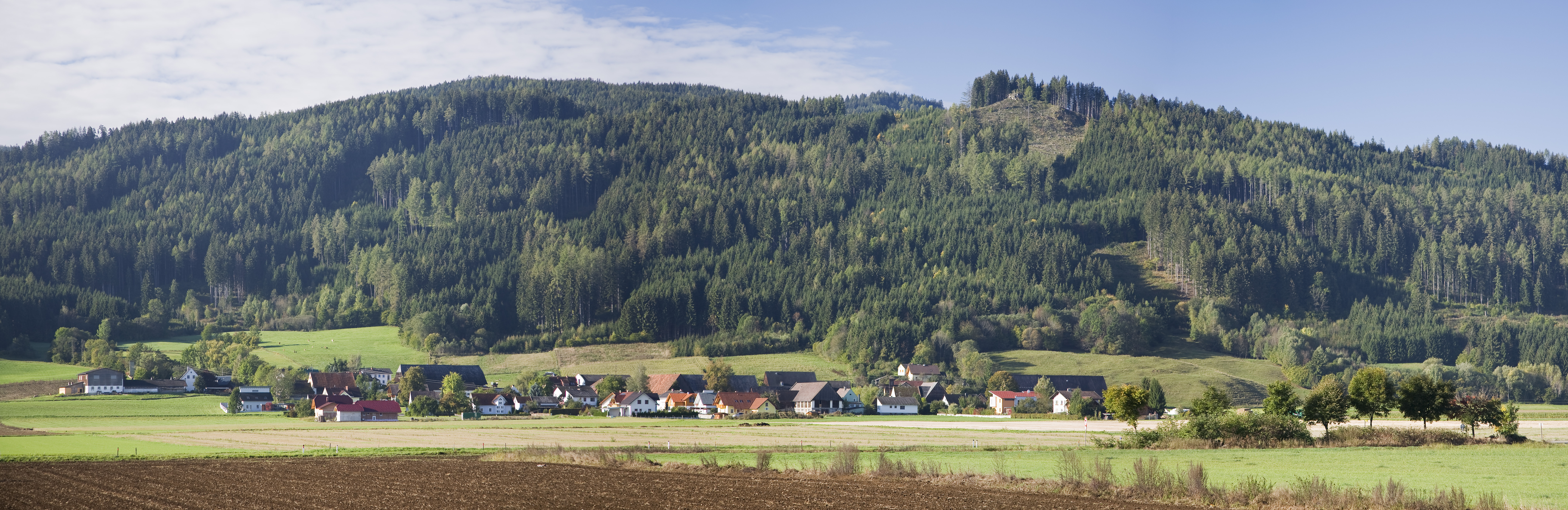
Die Ortschaft Baierdorf von Norden

Maria Buch von Nordost

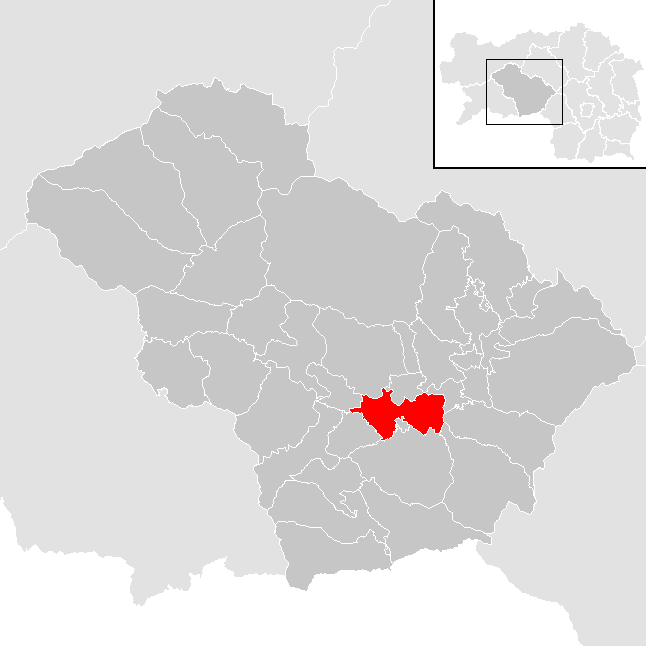
Lage der ehemaligen Gemeinde im Bezirk Judenburg mit den Gemeindegrenzen bis 2014

Die Beschreibung des Wappens der ehemaligen Gemeinde Maria Buch-Feistritz lautet:
„Zwischen blauen Zinnenflanken in Silber über einem blauen Buch mit silbernen Beschlägen eine blaue Lilie.“
Die Zinnen symbolisieren die Wehranlagen der alten Burg Liechtenstein, Sitz der Kämmerer des Herzogtums Steiermark und von Schloss Oberthann. Das Buch ist schon auf einem Siegel von 1415 eines Konrad von Buch zu finden (wobei die erstmalige Nennung der Kirche Maria Buch bereits 924 offen lässt, ob mit diesem Wort ursprünglich der im Gebiet verbreitete Buchenbaum gemeint war und nicht das Schriftgut). Die Lilie steht für die Hl. Maria, deren Beinamen „unsere Liebe Frau zu Buch“ lautet.
Die Farben blau-weiß sind die der Baiern, die das Tal weiter urbar machten, was so auch namentlich bei Baierdorf zu finden ist.
Die Verleihung des Gemeindewappens erfolgte mit Wirkung vom 1. Juni 1989.

## Politik
Der ehemalige Gemeinderat hatte 15 Mitglieder.
- Mit den Gemeinderatswahlen in der Steiermark 2005 hatte der Gemeinderat folgende Verteilung: 11 ÖVP, und 4 SPÖ.
- Mit den Gemeinderatswahlen in der Steiermark 2010 hatte der Gemeinderat folgende Verteilung: 13 ÖVP, und 2 SPÖ.

Bürgermeister
- 1970–1985 Johann Grangl
- 1985–1995 Jakob Sattler
- 1995–2014 Rupert Enzinger (ÖVP), 2015 Ehrenbürger der Gemeinde Weißkirchen in Steiermark

## Kultur und Sehenswürdigkeiten
- Wallfahrtskirche Maria Buch, der bedeutendste Wallfahrtsort des oberen Murtales und der älteste der Steiermark.

- Maria Buch wird vom Schriftsteller Reinhard P. Gruber in der Episode „steirische Wallfahrtsgeschichte“ seines Romans Aus dem Leben Hödlmosers erwähnt, in der die Familie Hödlmoser eine Wallfahrt zu dieser Kirche unternimmt, dort ihren Sohn vermisst und wiederfindet.[7]

## Persönlichkeiten
Ehrenbürger der ehemaligen Gemeinde
- 1985 Johann Grangl (Bürgermeister von Maria Buch-Feistritz 1970–1985)
- 1995 Jakob Sattler (Bürgermeister von Maria Buch-Feistritz 1985–1995)

Hier geborene Persönlichkeiten
- Andreas Koller (1799–1875), k.k. Hof- und Gerichtsadvokat und Bürgermeister von Klagenfurt